# Crad Kilodney
Crad Kilodney (1948 - 14 de abril de 2014) era el seudónimo de un escritor canadiense que vivía en Toronto , Ontario, y fue más conocido por la venta de su trabajo autopublicado en las calles de la ciudad.
Nacido en Jamaica, Nueva York, Kilodney obtuvo una licenciatura en astronomía, pero en lugar de trabajar en ese campo, tomó un trabajo en Exposition Press, una compañía de auto-publicación. Muchas de sus experiencias en ese trabajo, y con la publicación de la vanidad, en general, en forma de su visión de la ficción, lo ha dotado de material para muchas historias. Las historias de "Three Dead Men" y "A Moment of Silence for Man Ray" (tanto en Girl on the Subway) son ejemplos de esto.
Después de mudarse a Canadá , trabajó en una serie de otros editores de libros, sobre todo en sus almacenes, y al hacerlo decidió que lo mejor sería llegar a la gente mediante la publicación de sus libros (bajo su propio sello Osario) y venderlos enfrentan do cara a cara en la calle. Esto lo hizo desde 1978 hasta 1995 , y publicó 32 libros de esta manera. Kilodney generalmente se dio a conocer, y de hecho se mantuvo fijo en Yonge Street y en el campus del centro de la Universidad de Toronto con un cartel de cartón que colgaba de su cuello, con un libro que estaba vendiendo.
Kilodney murió de cáncer el 15 de abril de 2014 a la edad de 66 años. El día después de su muerte y en su solicitud, su amigo, el artista Lorette C. Luzajic, puso en marcha la Fundación Literaria Crad Kilodney, un sitio web dedicado a preservar y promover sus obras.

## Obras selectas
- Lightning Struck My Dick - 1980
- Human Secrets - 1981
- Pork College - 1984
- Foul pus from dead dogs - 1986, Editorial Deus, traducción de Michael Moreno.
- I Chewed Mrs. Ewing's Raw Guts - 1988
- Nice Stories for Canadians - 1988
- Malignant Humors - 1988
- Excrement - 1988
- Blood Sucking Monkeys from North Tonawanda - 1989
- Junior Brain Tumours in Action - 1990
- Girl on the Subway - 1990
- On The Street With Crad Kilodney Vol. 3 - 1991
- Putrid Scum - 1991
- Suburban Chicken Strangling Stories - 1992